# Passage pour Marseille
Pour plus de détails, voir Fiche technique et Distribution.
Passage pour Marseille (Passage to Marseille) est un film américain réalisé par Michael Curtiz et sorti en 1944. Le film s'inspire du roman de 1942 Men without country (Des hommes sans patrie) de James Norman Hall et Charles Nordhoff.

## Synopsis
Au cours de la Seconde Guerre mondiale, le capitaine Freycinet raconte l'histoire de Jean Matrac à un correspondant de guerre intrigué par le comportement de cet homme taciturne. Matrac, journaliste français opposant aux accords de Munich, a été condamné au bagne et déporté à l'Île du Diable. Il s’évade avec quatre autres prisonniers qui s'enfuient dans une barque et sont recueillis en plein océan Atlantique par le navire du capitaine Freycinet voguant vers Marseille. C’est à son bord qu’ils apprennent par la radio que la France a demandé l’armistice. Et la création du Gouvernement de Vichy, ouvertement collaborationniste.

## Fiche technique
- Titre français : Passage pour Marseille
- Titre original : Passage to Marseille
- Réalisation :	Michael Curtiz
- Scénario : Casey Robinson, Jack Moffitt et Elick Moll d’après l’œuvre de Charles Nordhoff et James Norman Hall Men Without Country (1943)
- Dialogues : Herschel Daugherty
- Musique : Max Steiner
- Chansons : Paroles de Ned Washington et musique de Max Steiner
- Assistants-réalisateur : Don Siegel, Frank Health
- Directeur de la photographie : James Wong Howe
- Cadreur : Ben Colman
- Ingénieur du son : Everett A. Brown
- Directeur artistique : Carl Jules Weyl
- Effets spéciaux : Jack Gosgrove, Edwin B. DuPar, Roy Davidson, Byron Haskin, Rex Wimpy
- Décorateur : George James Hopkins
- Costumière : Leah Rhodes
- Maquilleur : Perc Westmore
- Monteur : Owen Marks
- Pays de production :  États-Unis
- Producteur : Hal B. Wallis
- Producteur délégué : Jack Warner
- Directeur de production : Eric Stacey
- Société de production et de distribution : Warner Bros. Pictures
- Dates de tournage : juillet à novembre 1943
- Langues de tournage : allemand, anglais, espagnol, français
- Format : noir et blanc — 35 mm — 1.37:1 — son monophonique (RCA Sound System)
- Genre : film de guerre, drame
- Durée : 109 minutes
- Dates de sortie :
  - États-Unis : 11 mars 1944
  - France : 6 juillet 1977

## Distribution
- Humphrey Bogart : Jean Matrac
- Claude Rains : le capitaine Freycinet
- Michèle Morgan : Paula Matrac
- Peter Lorre : Marius
- George Tobias : Petit
- Philip Dorn : Renault
- Sydney Greenstreet : le commandant Duval
- Helmut Dantine : Garou
- John Loder : Manning
- Victor Francen : le capitaine Malo
- Vladimir Sokoloff : Grand-père
- Eduardo Ciannelli : le chef-mécanicien
- Corinna Mura : la chanteuse

Et, parmi les acteurs non crédités :
- Monte Blue : le deuxième officier en second
- Marcelle Corday : l'épouse de l'épicier
- George Davis : Jacques, un serveur
- Jean Del Val : Raoul Doulaine
- Frank Puglia, Georges Renavent : gardes
- Konstantin Shayne : le premier officier en second
- Mark Stevens : le lieutenant Hastings

## Autour du film
En raison d'un conflit avec Jack Warner sur un autre film, La mort n'était pas au rendez-vous (Conflict), Humphrey Bogart faillit voir son rôle principal lui échapper, Jean Gabin a été envisagé comme remplaçant, la prestation de Bogart est finalement entravée par son manque d'implication et ses déboires conjugaux.
Lors d'une interview en 1993 et dans son autobiographie, Michèle Morgan évoque le souvenir désagréable du tournage, notamment de ses mauvaises relations avec le réalisateur Michael Curtiz, des déboires conjugaux de Humphrey Bogart et du rôle obtenu en compensation de celui qui devait lui échoir dans Casablanca, Ilsa Lund, finalement attribué à Ingrid Bergman. Elle écrit notamment : "En quelques heures Michael Curtiz s'est révélé le plus désagréable des metteurs en scène que j'aie jamais eus. Ce Hongrois à faciès de Tartare me terrorise, je suis devenue, sans savoir pourquoi et comment, sa bête noire. Sadiquement il guette chacune de mes défaillances, les provoque même, naturellement celles-ci se multiplient au fur et à mesure que je sens grandir son hostilité. Avec une malveillance insultante, à la fin de chaque plan, au début de chaque autre ; d'un mot sec, d'une parole blessante, il me cassait mon moral... Je m'endormais mal, le soir, à la pensée de retrouver le lendemain mon tortionnaire."
Pour les séquences de vol des Forces Aériennes Françaises Combattantes, plutôt que de montrer des bombardiers Halifax effectivement employés par ces unités (anciennes unités aériennes de l'Armée d'Afrique, et non des Forces aériennes françaises libres (FAFL) : Groupe de bombardement I/25 Tunisie et Groupe de bombardement II/23 Guyenne), la production préféra employer des forteresses volantes B-17, très reconnaissables auprès du public américain.
De fait, ce film "hybride" à plus d'un titre souffre des défauts inhérents aux productions américaines censées exalter la résistance réelle ou supposée des Européens envahis. Se voulant francophile à l'américaine, soit avec un lourd complexe de supériorité, il campe des personnages aussi peu crédibles que possible, artificiellement insérés dans une intrigue abracadabrante ponctuée d'actions ridicules. Peter Lorre fait de son mieux, Bogart et Morgan ne paraissent pas convaincus.[réf. nécessaire].